# Lagartos
Lagartos is een gemeente in de Spaanse provincie Palencia in de regio Castilië en León met een oppervlakte van 43,53 km². Lagartos telt 137 inwoners (1 januari 2016).

## Demografische ontwikkeling
Bron: INE, 1857-2011: volkstellingen
Opm.: Tot 1940 Terradillos de los Templarios geheten; in 1877 werd Moratinos een zelfstandige gemeente